# Eloria diaphana
Eloria diaphana är en fjärilsart som beskrevs av Stoll. Eloria diaphana ingår i släktet Eloria och familjen tofsspinnare. Inga underarter finns listade i Catalogue of Life.

## Bildgalleri

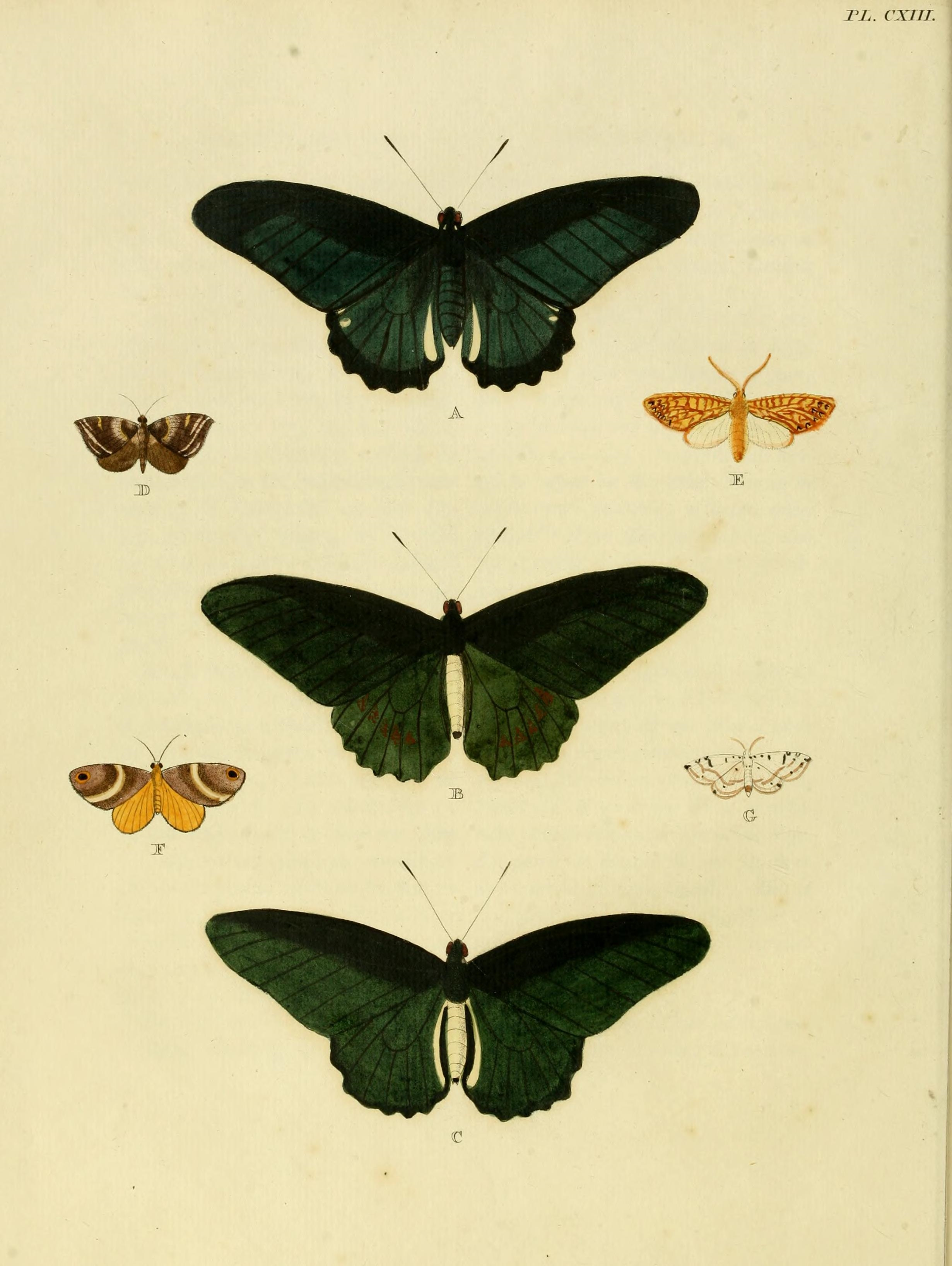
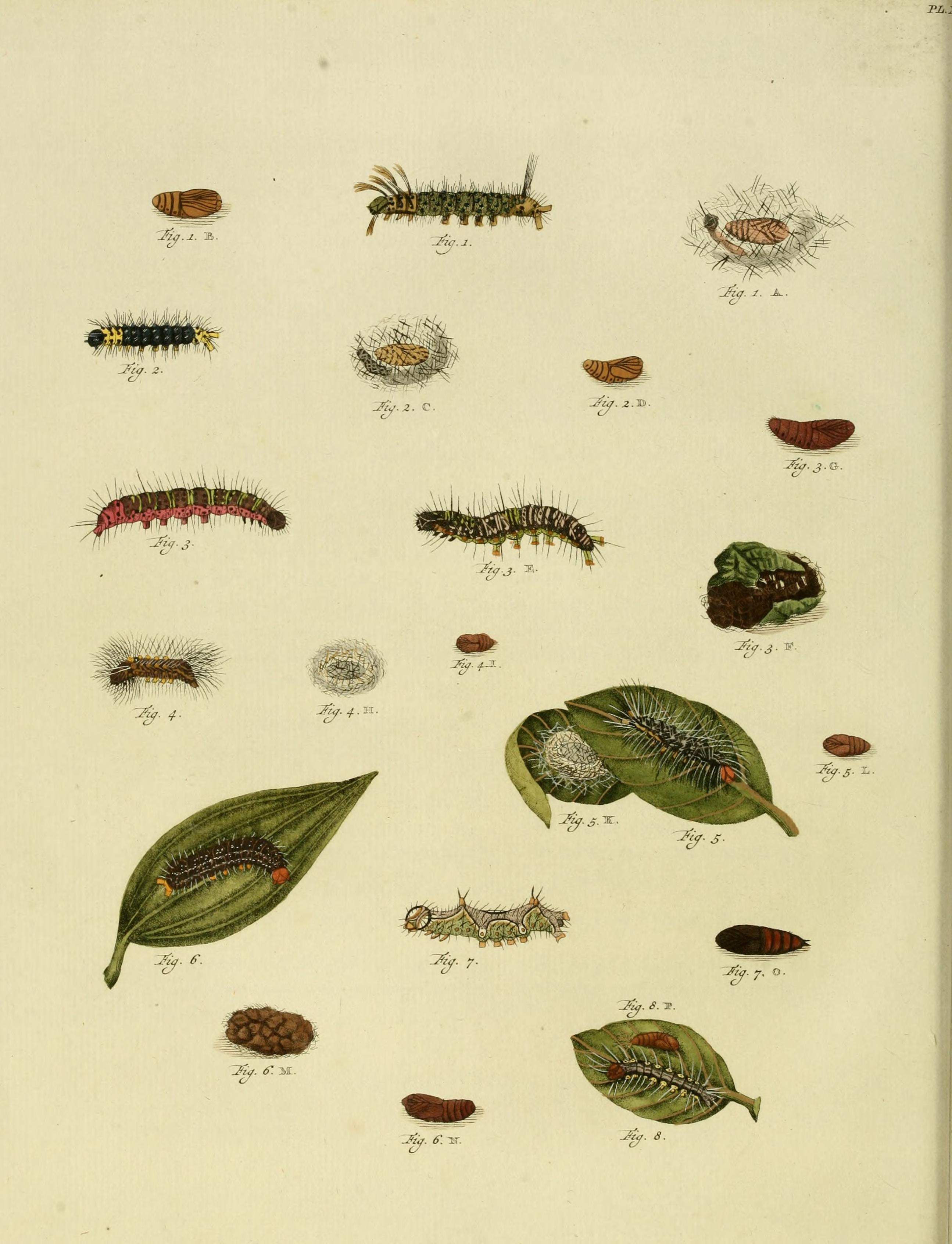
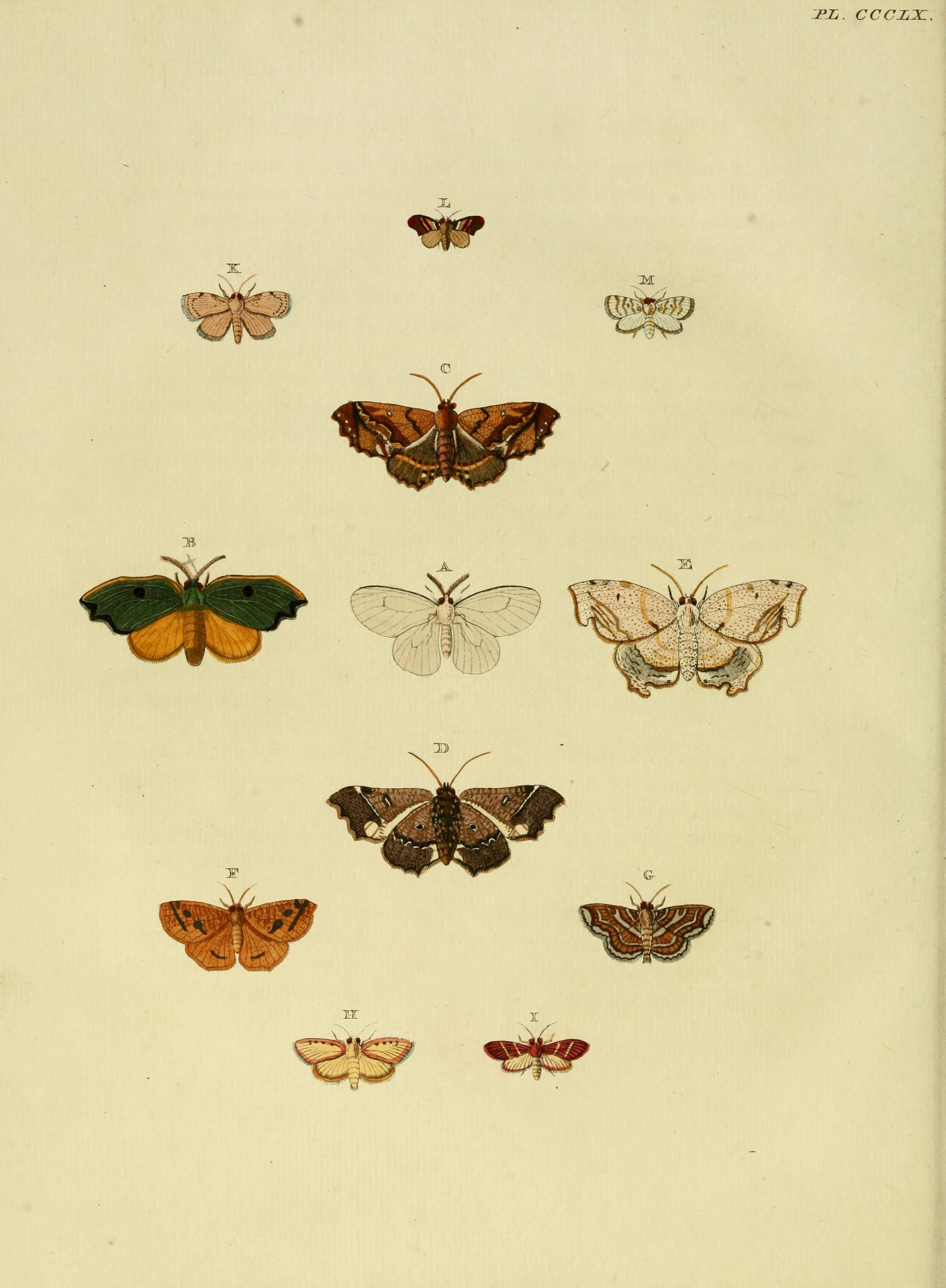